# 댕기

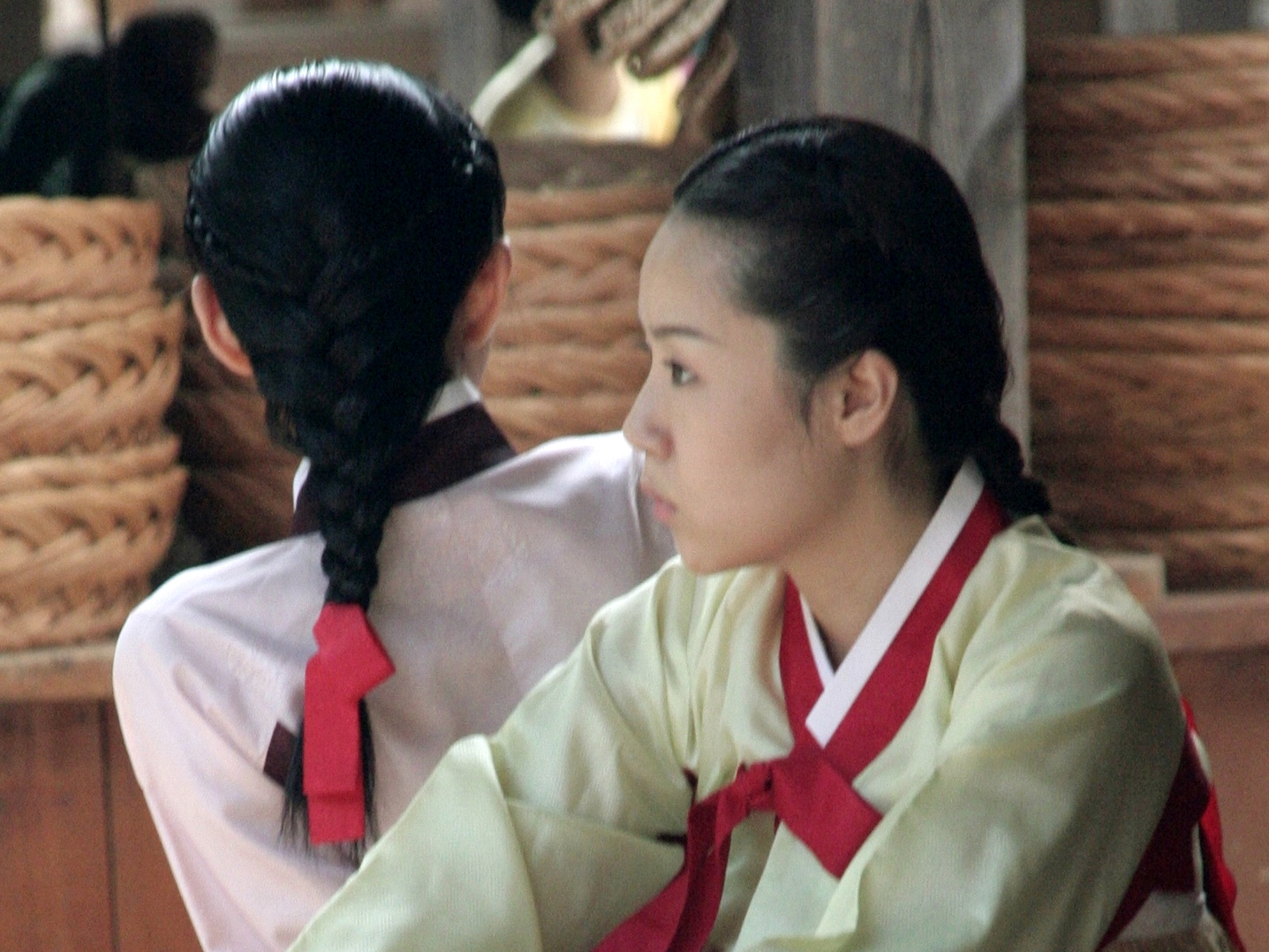
댕기

댕기(唐只)란 길게 땋은 머리 끝에 드리는 장식용 끈을 말한다. 삼국 시대부터 조선 시대까지 사용되었다. 쓰임에 따라 쪽댕기·제비부리댕기·큰댕기·앞댕기·어린이용댕기가 있다.

## 사진

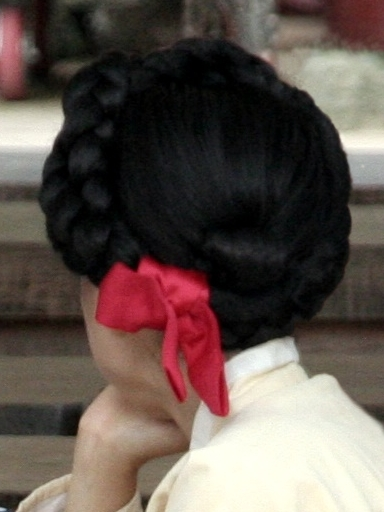
코머리에 드린 댕기
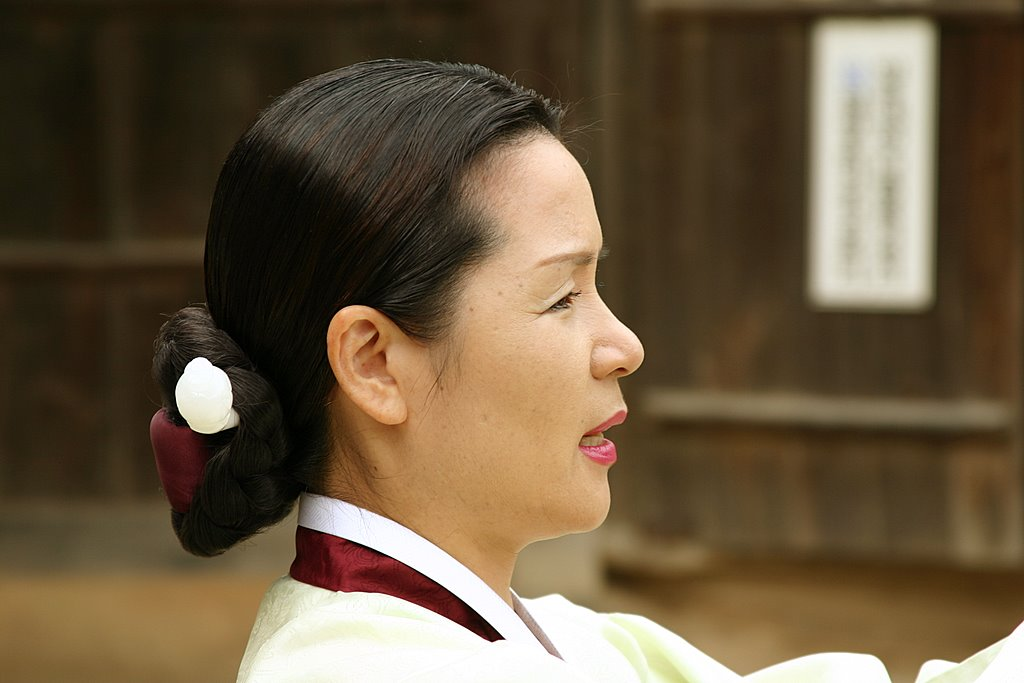
쪽머리에 드린 댕기
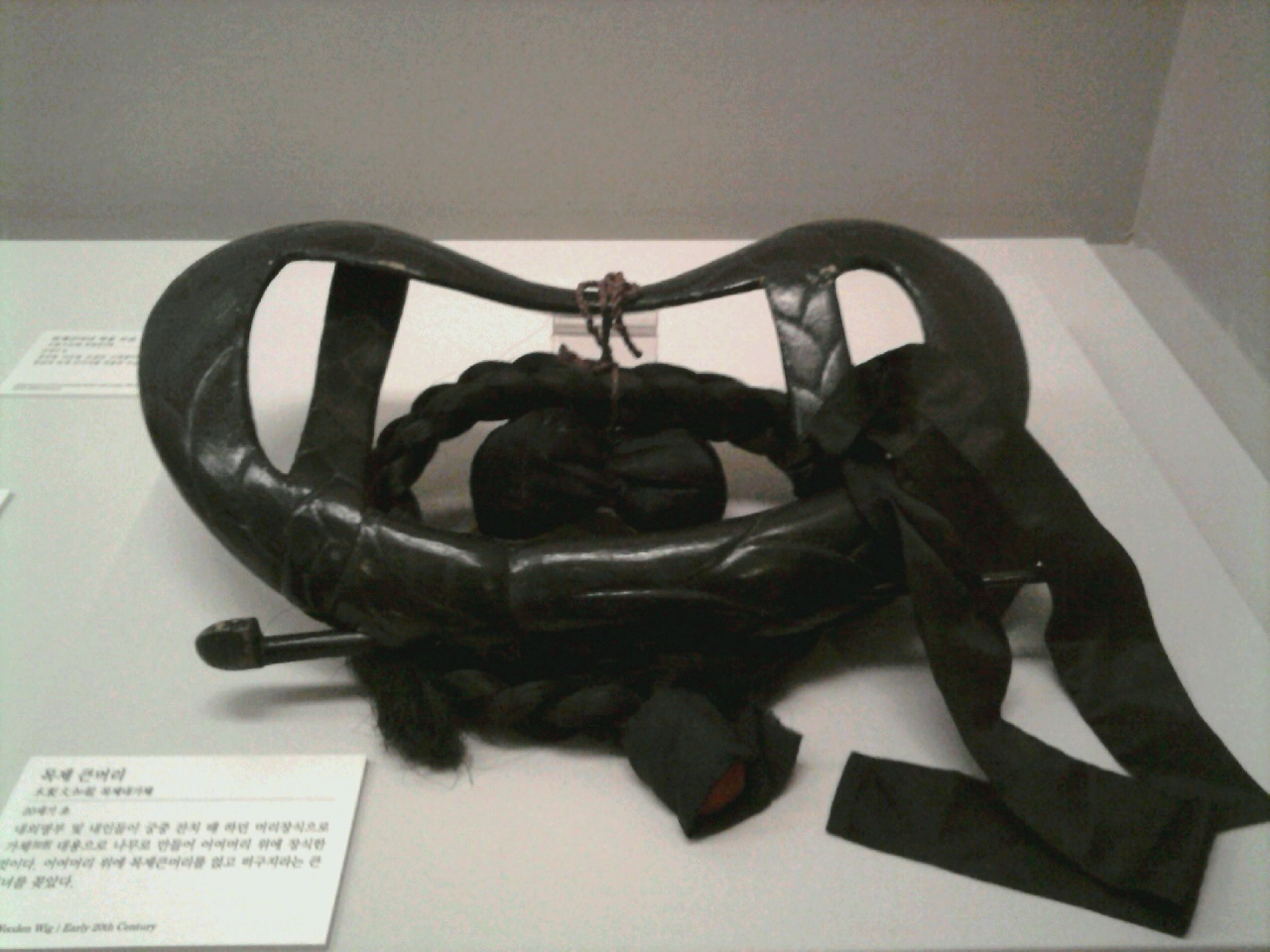
떠구지머리에 드린 댕기
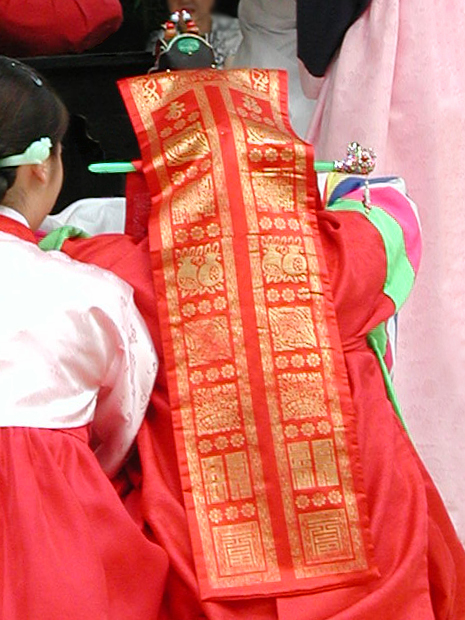
도투락 댕기

## 같이 보기
- 한국의 의상 목록

## 참고 문헌
- 이 문서에는 다음커뮤니케이션(현 카카오)에서 GFDL 또는 CC-SA 라이선스로 배포한 글로벌 세계대백과사전의 내용을 기초로 작성된 글이 포함되어 있습니다.